# Paul Berg (snowboardzista)
Paul Berg (ur. 26 września 1991 w Bergisch Gladbach) – niemiecki snowboardzista, specjalizujący się w snowcrossie. W 2014 roku wystartował na igrzyskach olimpijskich w Soczi, gdzie zajął 13. miejsce. Na rozgrywanych rok później mistrzostwach świata w Kreischbergu był jedenasty. Najlepsze wyniki w Pucharze Świata w snowboardzie osiągnął w sezonie 2013/2014, kiedy to zajął drugie miejsce w klasyfikacji snowcrossu. Lepszy okazał się tylko Włoch Omar Visintin. W 2019 roku, na mistrzostwach świata w Solitude, wraz z Hanną Ihediohą, wywalczył brązowy medal w snowcrossie drużynowym. Na tych samych mistrzostwach indywidualnie zajął 7. pozycję.

## Osiągnięcia

### Igrzyska olimpijskie
| Miejsce | Dzień     | Rok  | Miejscowość | Konkurencja    | Zwycięzca       |
| ------- | --------- | ---- | ----------- | -------------- | --------------- |
| 13.     | 18 lutego | 2014 | Soczi       | Snowboardcross | Pierre Vaultier |
| 19.     | 15 lutego | 2018 | Pjongczang  | Snowboardcross | Pierre Vaultier |

### Mistrzostwa świata
| Miejsce | Dzień       | Rok  | Miejscowość   | Konkurencja              | Zwycięzca         |
| ------- | ----------- | ---- | ------------- | ------------------------ | ----------------- |
| 11.     | 16 stycznia | 2015 | Kreischberg   | Snowboardcross           | Luca Matteotti    |
| 35.     | 12 marca    | 2017 | Sierra Nevada | Snowboardcross           | Pierre Vaultier   |
| 12.     | 13 marca    | 2017 | Sierra Nevada | Snowboardcross drużynowy | Stany Zjednoczone |
| 7.      | 1 lutego    | 2019 | Solitude      | Snowboardcross           | Mick Dierdorff    |
| 3.      | 3 lutego    | 2019 | Solitude      | Snowboardcross drużynowy | Stany Zjednoczone |
| 6.      | 11 lutego   | 2021 | Idre Fjäll    | Snowboardcross           | Lucas Eguibar     |

### Puchar Świata

#### Miejsca w klasyfikacji snowcrossu
- sezon 2011/2012: 62.
- sezon 2012/2013: 40.
- sezon 2013/2014: 2.
- sezon 2014/2015: 39.
- sezon 2016/2017: 45.
- sezon 2017/2018: 4.
- sezon 2018/2019: 8.
- sezon 2019/2020: 9.

#### Miejsca na podium w zawodach
1. La Molina – 15 marca 2014 (snowcross) – 1. miejsce
2. Val Thorens – 13 grudnia 2017 (snowcross) – 1. miejsce
3. Feldberg – 4 lutego 2018 (snowcross) – 3. miejsce
4. Feldberg – 9 lutego 2019 (snowcross) – 2. miejsce
5. Sierra Nevada – 7 marca 2020 (snowcross) – 3. miejsce